# Latah County
Latah County ist ein County im Bundesstaat Idaho der Vereinigten Staaten. Der Verwaltungssitz (County Seat) ist Moscow.

## Geographie
Das County liegt im Nordwesten von Idaho, grenzt im Westen an Washington und hat eine Fläche von 2789 Quadratkilometern, wovon ein Quadratkilometer Wasserfläche ist. Es grenzt im Uhrzeigersinn an folgende Countys: Benewah County, Shoshone County, Clearwater County und Nez Perce County.
Ein Teil des Countys wird vom Potlatch River entwässert.

## Geschichte
Latah County wurde am 22. Dezember 1864 aus Teilen des Nez Perce County gebildet. Benannt wurde es nach dem Latah Creek, der hier in der Nähe fließt.
52 Bauwerke und Stätten des Countys sind im National Register of Historic Places eingetragen.

## Demografische Daten
Nach der Volkszählung im Jahr 2000 lebten im Latah County 34.935 Menschen. Davon wohnten 3.914 Personen in Sammelunterkünften, die anderen Einwohner lebten in 13.059 Haushalten und 7.770 Familien. Die Bevölkerungsdichte betrug 13 Personen pro Quadratkilometer. Ethnisch betrachtet setzte sich die Bevölkerung zusammen aus 93,94 Prozent Weißen, 0,59 Prozent Afroamerikanern, 0,75 Prozent amerikanischen Ureinwohnern, 2,10 Prozent Asiaten, 0,09 Prozent Bewohnern aus dem pazifischen Inselraum und 0,77 Prozent aus anderen ethnischen Gruppen; 1,76 Prozent stammen von zwei oder mehr Ethnien ab. 2,12 Prozent der Bevölkerung waren spanischer oder lateinamerikanischer Abstammung.
Von den 13.059 Haushalten hatten 27,9 Prozent Kinder unter 18 Jahren, die bei ihnen lebten. 50,5 Prozent davon waren verheiratete, zusammenlebende Paare. 6,1 Prozent waren allein erziehende Mütter und 40,5 Prozent waren keine Familien. 26,3 Prozent waren Singlehaushalte und in 6,3 Prozent lebten Menschen mit 65 Jahren oder älter. Die Durchschnittshaushaltsgröße betrug 2,38 und die durchschnittliche Familiengröße war 2,93 Personen.
20,3 Prozent der Bevölkerung waren unter 18 Jahre alt, 24,5 Prozent zwischen 18 und 24 Jahre, 26,9 Prozent zwischen 25 und 44 Jahre, 18,9 Prozent zwischen 45 und 64 Jahre. 9,5 Prozent waren 65 Jahre oder älter. Das Durchschnittsalter betrug 28 Jahre. Auf 100 weibliche Personen kamen 107,5 männliche Personen. Auf 100 Frauen im Alter ab 18 Jahren kamen 108,1 Männer.
Das jährliche Durchschnittseinkommen der Haushalte betrug 32.524 USD, das Durchschnittseinkommen der Familien 46.303 USD. Männer hatten ein Durchschnittseinkommen von 34.734 USD, Frauen 24.886 USD. Das Prokopfeinkommen betrug 16.690 USD. 7,9 Prozent der Familien und 16,7 Prozent der Einwohner lebten unterhalb der Armutsgrenze.

## Orte im County
- Avon
- Blaine
- Bovill
- Cora
- Cornwall
- Crescent
- Deary
- Estes
- Genesee
- Hampton
- Harvard
- Helmer
- Howell
- Joel
- Juliaetta
- Kendrick
- Linden
- Moscow
- Onaway
- Potlatch
- Potlatch Junction
- Princeton
- Sherwin
- Stanford
- Troy
- Vassar
- Viola